# Cayucos (Kalifornija)
Cayucos je naseljeno područje za statističke svrhe u američkoj saveznoj državi Kalifornija. Prema popisu stanovništva iz 2010. u njemu je živjelo 2,592 stanovnika.